# 五藤圭子
五藤 圭子（ごとう けいこ、1976年10月11日 - ）は、日本の女優。広島県出身。血液型はAB型 株式会社vif所属。五人兄妹の末っ子。身長160cm。旧名は、五藤悠有菜、五藤侑々菜。既婚。

## 人物
以前は円谷プロダクション芸能部に所属していた。特撮テレビドラマ『ウルトラマンネクサス』の平木詩織役で知られる。昔はロングヘアーだったが、この役を演じるためショートにしたという。『ネクサス』で共演した田中伸彦とは、今でもメールのやり取りが続けられている。
周りから天然と言われるほど天然な性格。また、手先が器用で、プラモデルなどが得意。役同様、お酒には強い。
2019年7月13日、本人のブログで、結婚して子供がいる事が明らかにした。現時点では専業主婦とコメントしている。

## 出演

### テレビ
- 名門エレキ学園! レギュラー
- 嗚呼!バラ色の珍生!! レギュラー
- 双子探偵（1997年）
- 葵 徳川三代（2000年）遊女役
- ママまっしぐら!2（2001年）
- wec（2002年）ナビゲーター
- 新・愛の嵐（2002年）
- ママまっしぐら!3（2002年）
- ウルトラシリーズ
  - ウルトラマンコスモス 第59話（2002年）ジェルミナIII通信員 役
  - ウルトラQ dark fantasy（2004年）早紀 役
  - ウルトラマンネクサス（2004年 - 2005年）レギュラー 平木詩織 役
  - ウルトラマンメビウス 第48・49話（2007年）母親 役
  - ULTRASEVEN X（2007年）過去に出現したヒュプナス 役
- ドラマW 結婚詐欺師（2007年、WOWOW）ホステス 役
- 逃亡弁護士（2010年、フジテレビ）医師 役

### 映画
- チキンハート（2002年）
- 新・極道渡世の素敵な面々

### CM
- 中部電力
- ディック
- トヨタ自動車
- ロート製薬
- 「きっかけはフジテレビ」（告白編）
- ヒップ
- 東急アメニックス
- サッポロビール
- メガネトップ

### 舞台
- ドリマーズ（1998年、演出：郷田ほづみ）
- 女優様御命令（1999年、演出：郷田ほづみ）ヒロイン

## ディスコグラフィー
- ウルトラマンメビウス（2006年）※Project DMM with ウルトラ防衛隊の一員として